# 広尾 (渋谷区)
広尾（ひろお）は、東京都渋谷区の町名。
現行行政地名は広尾一丁目から広尾五丁目。住居表示実施済み区域。
以下では1966年の住居表示実施後の現行の「広尾」について述べるのを基本とするが、「広尾」は現在の渋谷区と港区にまたがる広域地名でもあるため、便宜上、現行行政地名の範囲に含まれない地域を「周辺地域」として合わせて述べる場合がある。

## 地理
渋谷区の南東部に位置している。
西は同区・東と、南は渋谷川を境界として同区・恵比寿と、東は港区南麻布と、北は港区西麻布および南青山と接する。
二丁目や三丁目の高台などは東京都内を代表する高級住宅街の一つであるが、幹線道路沿いにはオフィスビルや雑居ビル、個人商店からチェーンストアまでの店舗が多く見られる。天現寺交差点付近には、在日アメリカ海軍の施設「ニュー山王ホテル（ニューサンノー米軍センター）」がある。

### 地価
広尾の公示地価の平均が208万0000円/m2（2021年)、坪単価は687万6033円/坪であり、前年比から+0.12％の上昇であった。 基準地価の平均が234万6666円/m2（2020年)、坪単価は775万7575円/坪である。

## 歴史

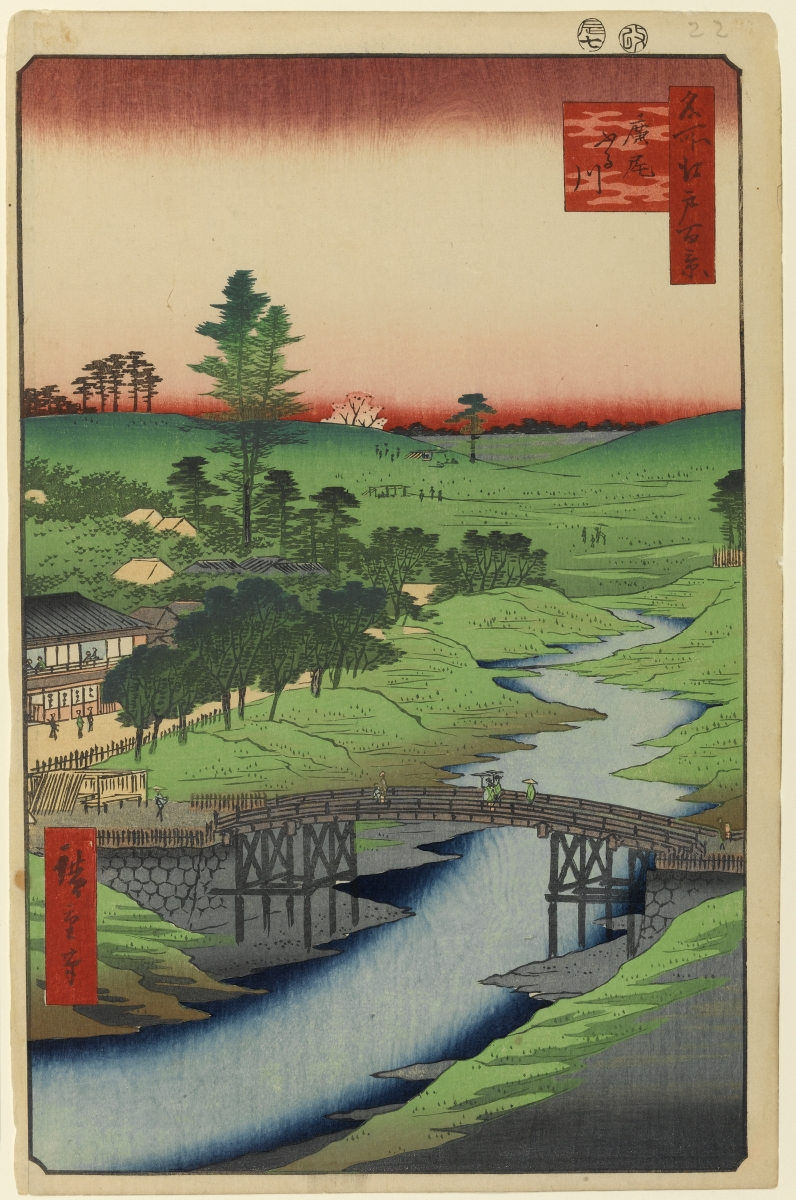
広重『名所江戸百景』より「広尾ふる川」。広大な原っぱだった。絵は相模殿橋（四の橋）から現在の白金三丁目付近を望んだところ。橋のたもとに描かれているのは、当時料理自慢として知られた鰻の蒲焼専門店の「狐鰻」

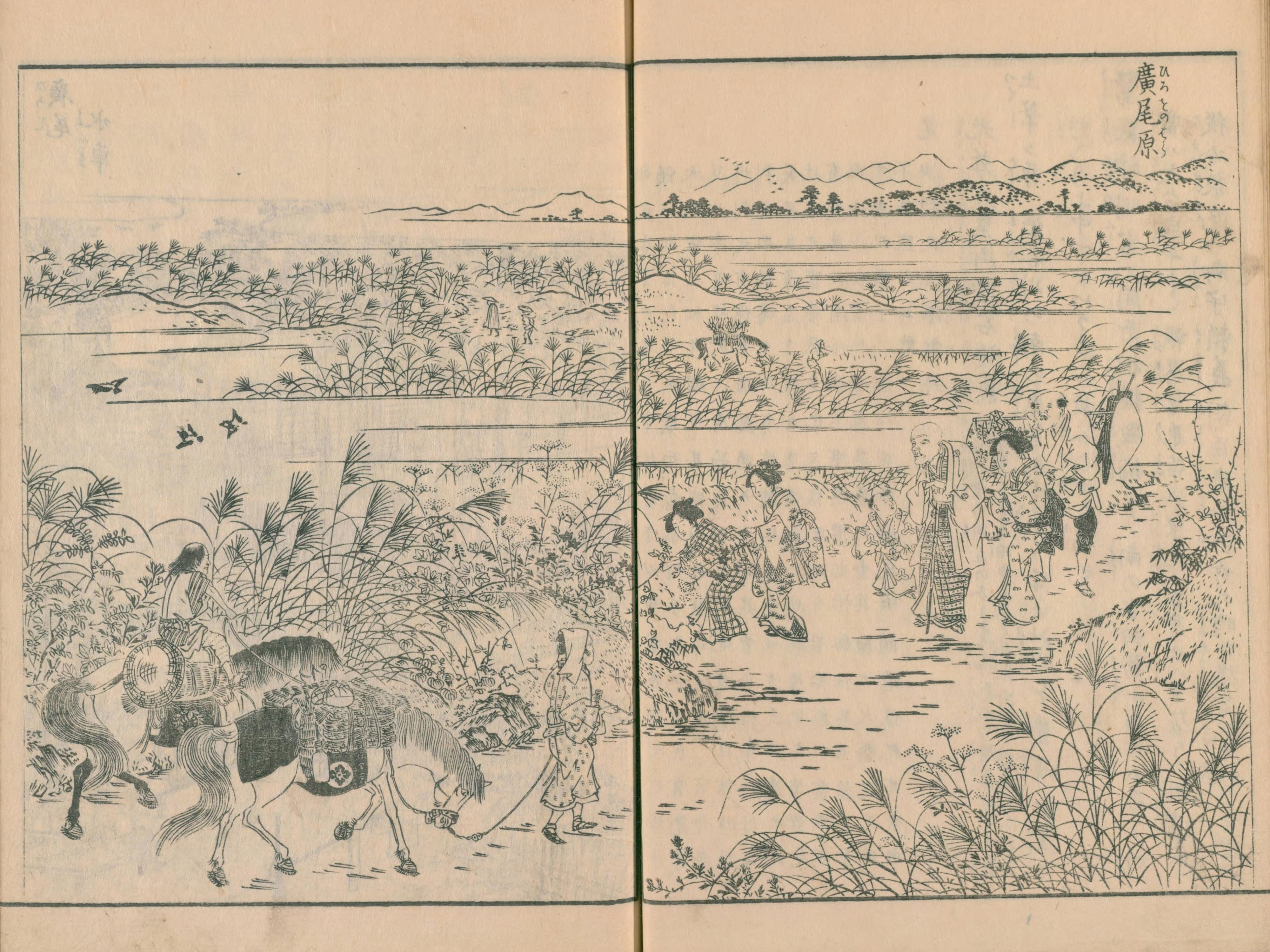
『江戸名所図会』3巻より「広尾原」

もともと広尾は「樋籠」（ひろう）と記され、広大な原野であったという。「広尾原」とも呼ばれた。文政から天保年間に描かれた『江戸名所図会』では、一面にススキが広がる景色が描かれている。ススキ原の端、渋谷川山下橋には江戸時代大型の水車が設置され、山下橋の風情と合わせて、これも『江戸名所図会』に載っている。現在の港区と渋谷区に跨る広域地名でもあった。
江戸時代初期までは下渋谷村の一部であったのが、1664年に町屋の起立が許され渋谷広尾町が発足。その後、1713年に江戸町奉行の所管になった際に広尾橋を挟んで麻布側にも麻布広尾町が発足する。なお渋谷広尾町は現在の恵比寿駅前と渋谷橋周辺、および広尾駅周辺に点在していた。
1870年（明治3年）、渋谷広尾町は渋谷広尾町・渋谷上広尾町・渋谷下広尾町に三分割され、翌1871年（明治4年）に東京府豊島郡に編入されるが、1878年（明治11年）には郡区町村編制法施行に伴い、東京府麻布区に編入される。1889年（明治22年）の市制・町村制施行に伴い、渋谷広尾町・渋谷下広尾町の全域及び渋谷上広尾町と麻布広尾町の一部が南豊島郡（1896年より豊多摩郡）渋谷村に編入され、同村の大字となる。一方、渋谷上広尾町の残部と麻布広尾町の大部分は東京市麻布区に編入され、1891年（明治24年）に麻布区の渋谷上広尾町は麻布広尾町に併合された。
1911年（明治44年）に麻布区に新広尾町が起立するが、この範囲は天現寺橋から麻布十番に近い一ノ橋までの古川両岸の地域で、本来の広尾とは別物である。ただし、麻布広尾町の住人の手により起立した町といわれ、地番も麻布広尾町の続き番号となっていた。
なお、渋谷町（1909年町制施行）は1928年（昭和3年）に町内の11大字を廃止して新たに66町を設置したが、広尾の名前は新設の元広尾町が受け継いだ。このため、住居表示実施以前は現在の渋谷区広尾五丁目付近が「元広尾町」、現在の港区南麻布五丁目付近が「（麻布）広尾町」であった。港区南麻布四丁目に広尾神社がある。

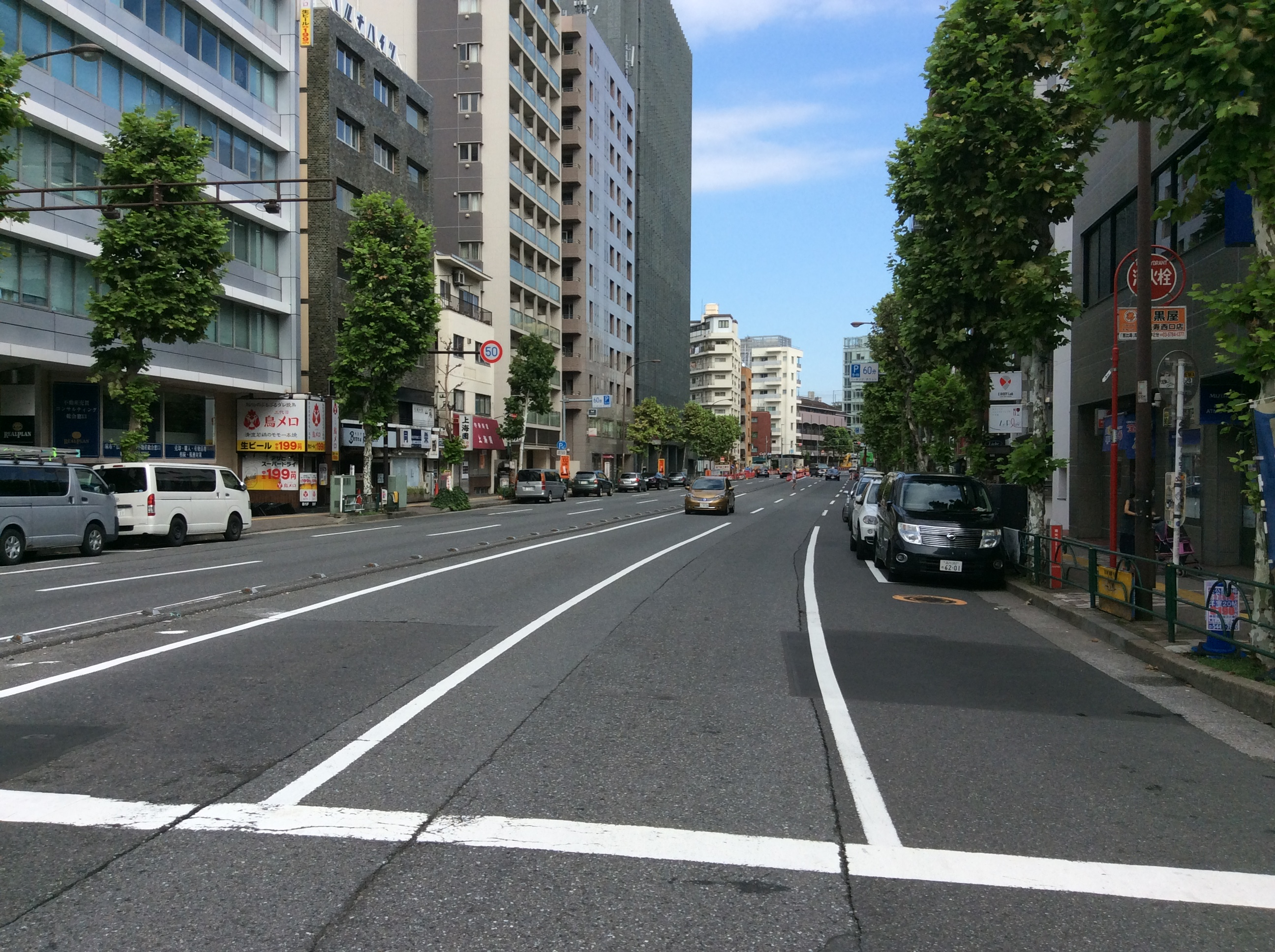
広尾交差点、「外苑西通り」の北側を見る（2017年9月24日撮影）
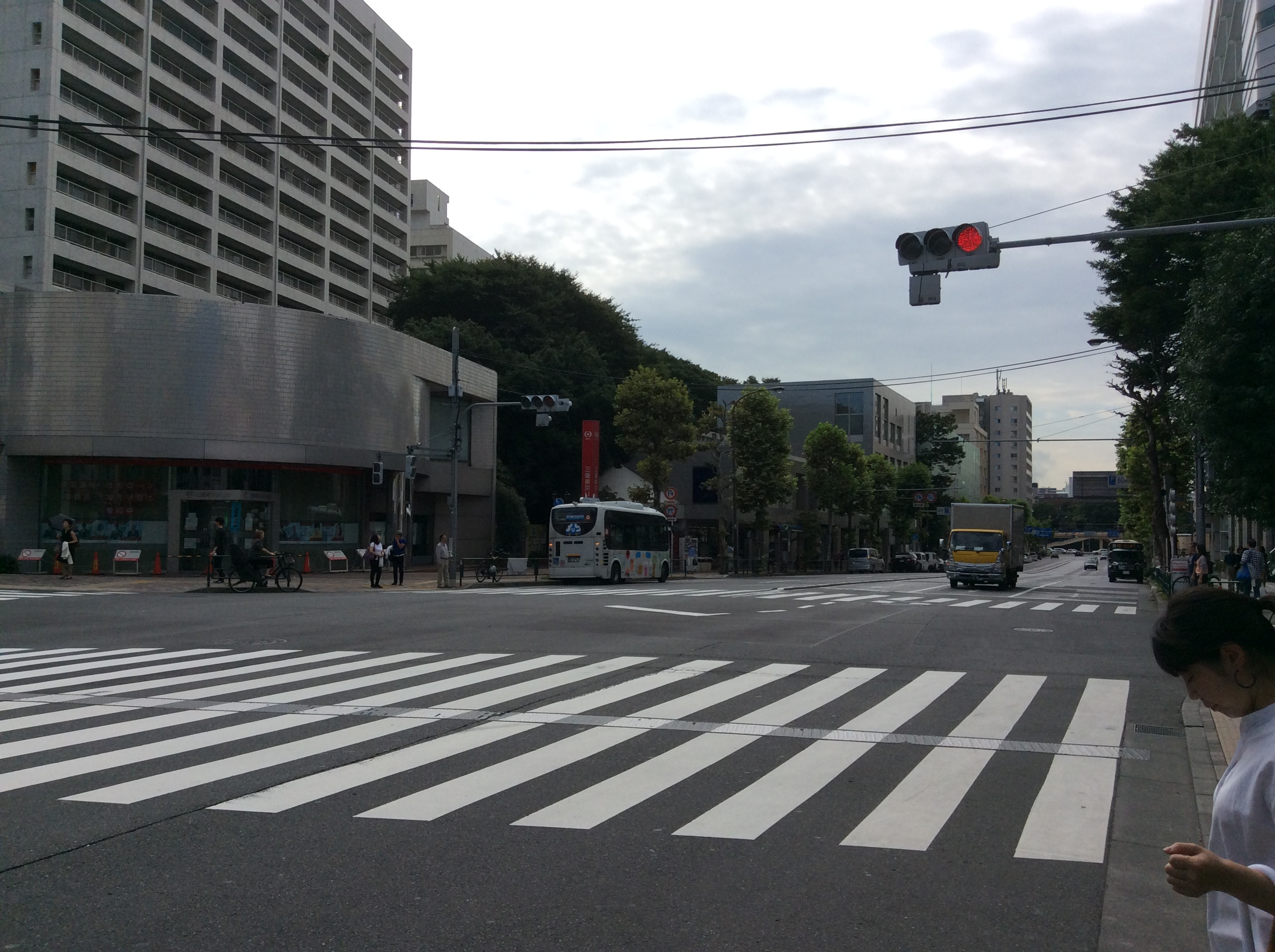
同左、「外苑西通り」の南側を見る（2017年9月24日撮影）
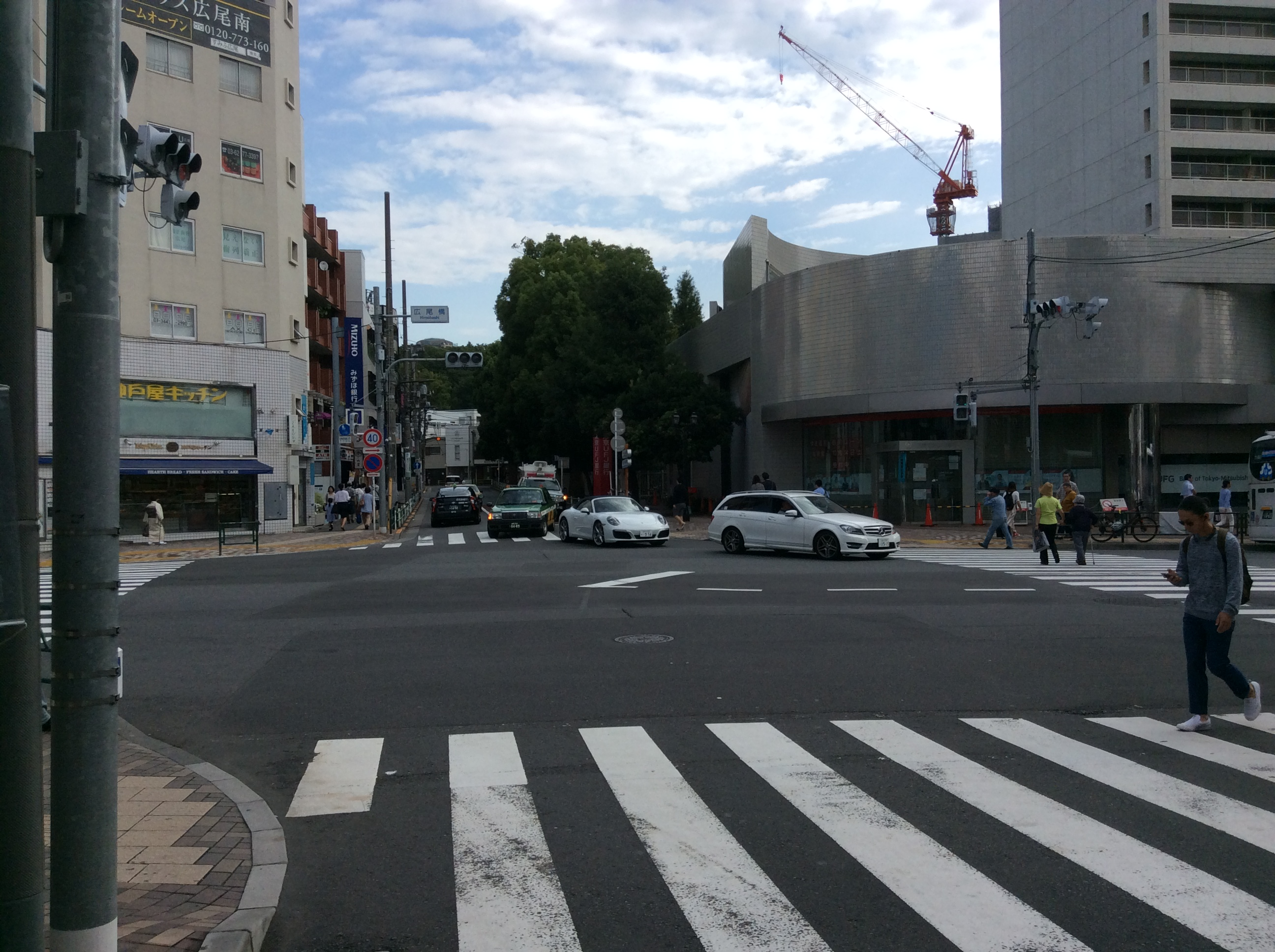
同左、南麻布五丁目方向を見る（2017年9月24日撮影）
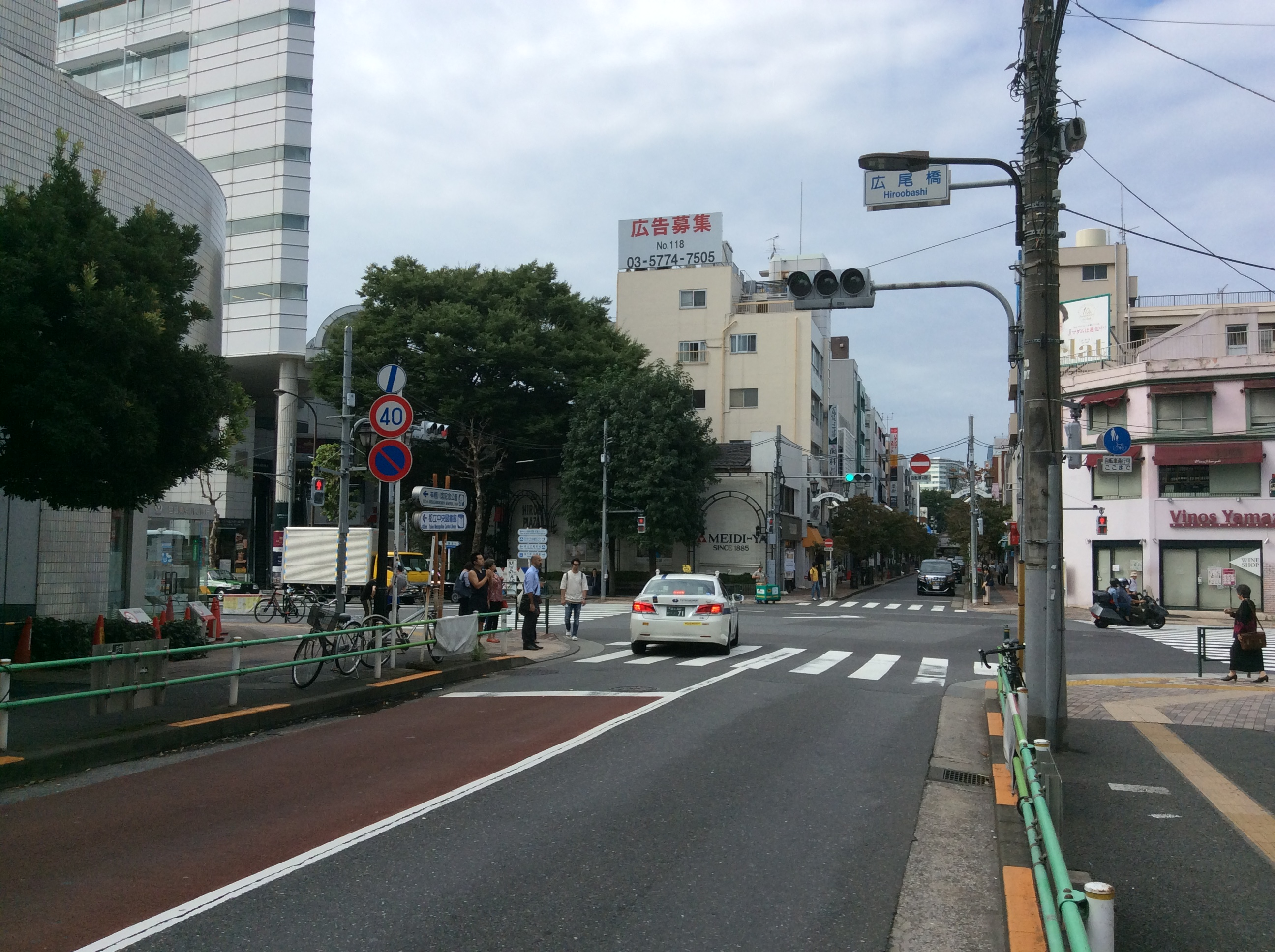
同左、広尾商店街を見る（2017年9月24日撮影）

### 町名の変遷
1966年（昭和41年）7月1日に住居表示が実施された。
| 実施後     | 実施年月日   | 実施前（特記なければ各字名ともその一部）                   |
| ---------- | ------------ | ---------------------------------------------------------- |
| 広尾一丁目 | 1966年7月1日 | 下通二丁目、下通三丁目、豊分町、永住町、上智町、中通一丁目 |
| 広尾二丁目 | 1966年7月1日 | 豊分町、永住町、羽沢町                                     |
| 広尾三丁目 | 1966年7月1日 | 常磐松町、羽沢町、若木町                                   |
| 広尾四丁目 | 1966年7月1日 | 羽沢町、宮代町                                             |
| 広尾五丁目 | 1966年7月1日 | 元広尾町（全域）、下通一丁目、下通二丁目、豊分町、宮代町   |

## 地域

### 土筆ヶ原
明治屋広尾ストアー等が入る広尾プラザや都営広尾五丁目アパートのある広尾五丁目から、都立広尾病院や慶應幼稚舎のある恵比寿二丁目にかけての平坦地一帯は、かつてツクシがたくさん生えていたことから「土筆ヶ原」（つくしがはら）と呼ばれ、江戸時代には 『江戸名所図会』の挿絵にも見られるように庶民の遊歩散策の場所となっていた。
現在、広尾五丁目の商店街（広尾商店街）となっている辺りの町は正徳3年（1713年）に町並地となり町方支配となった。町は1945年（昭和20年）のアメリカ軍による東京大空襲でも被災を免れて明治・大正の建物が多く建ち、近年まで昔の面影が残されていた。土筆ヶ原の中心に当たる外苑西通り・天現寺交差点近くに建つ都営広尾五丁目アパートの場所には、かつて都電の車庫が置かれていた。

### 貧民窟
日本大学教授・井上貞蔵は1927年（昭和2年）出版の自身の著書『一経済学徒の断草』の中で、（当時の）広尾町内の貧民部落を指摘している。

## 事業所
2021年（令和3年）現在の経済センサス調査による事業所数と従業員数は以下の通りである。
| 丁目       | 事業所数    | 従業員数 |
| ---------- | ----------- | -------- |
| 広尾一丁目 | 378事業所   | 6,711人  |
| 広尾二丁目 | 59事業所    | 562人    |
| 広尾三丁目 | 71事業所    | 622人    |
| 広尾四丁目 | 110事業所   | 3,609人  |
| 広尾五丁目 | 494事業所   | 4,709人  |
| 計         | 1,112事業所 | 16,213人 |

### 事業者数の変遷
経済センサスによる事業所数の推移。
| 年                 | 事業者数 |
| ------------------ | -------- |
| 2016年（平成28年） | 809      |
| 2021年（令和3年）  | 1,112    |

### 従業員数の変遷
経済センサスによる従業員数の推移。
| 年                 | 従業員数 |
| ------------------ | -------- |
| 2016年（平成28年） | 13,859   |
| 2021年（令和3年）  | 16,213   |

## 産業・施設

### 地域経済
広尾
- 広尾商店街（広尾散歩通り）- 同商店街の入り口は広尾駅がある広尾橋交差点になる。カフェ、レストラン、ブティック、雑貨店、和菓子屋、ベーカリー、魚屋や文具その他の個人商店、居酒屋、コンビニやドラッグストア等のチェーンストア、パチンコ店等が連なる。
  - ヴィノスやまざき
  - 上島珈琲店
  - スターバックス
  - 広尾湯 - 銭湯
  - てもみん
  - 茶月
  - 鳥貴族
  - 日本料理、フランス料理、イタリア料理、シリア料理（英語版）、キューバ料理、アメリカ料理等の各レストランや、寿司屋、ラーメン屋、ハンバーガー店等がある。
  - 奥本いろは堂 - 古くからある事務機器等も扱う文房具店。大岡山店もある。
  - おかしのまちおか
  - ドラッグストアスマイル
  - どらっぐぱぱす
  - ピカール - 日本ではイオンが提携する、フランス発の冷凍食品専門店。2022年閉店。
  - タダスポーツ - 1893年（明治26年）に下駄屋として創業した、激安で全国的に知られていたシューズ店。正式名称は有限会社多田商店。2022年12月末に閉店。
  - リコス - 2022年、ミニピアゴから改称。
- 広尾プラザ - 広尾橋交差点にある。
  - 明治屋広尾ストアー
  - ケンタッキーフライドチキン

周辺界隈
- 神戸屋 - 同上広尾橋交差点にある。所在地は南麻布。
- 広尾ガーデン - 同上
  - 文教堂
- マクドナルド - 同上交差点界隈裏手南麻布にある。
- ナショナル麻布スーパーマーケット - 同上。他に近接の広尾ガーデンヒルズ店もある。
- NTT麻布セミナーハウス - 同上（解体され現存せず）
- ローソンストア100 - 広尾商店街を抜けた明治通り奥、都立広尾病院裏手側恵比寿2丁目にある。
- ハナマサ - 明治通り沿い南麻布にある。
- ニュー山王ホテル - 同上。
- カフェ・デ・プレ - 西麻布・六本木、南麻布・広尾界隈でフランス料理を中心にカフェからレストランまで展開するひらまつグループのカフェ。1993年10月に開店したパリ風オープンカフェの走り[15]。2019年、「ミケランジェロ」に改称。2022年末、パリのパレ・ロワイヤルにあるワインバー「ルグラン・フィーユ・エ・フィス」の東京店に改称[16]。広尾外苑西通り沿い聖心インター傍の南麻布にある。
- ランボルギーニ及びマセラティ、2018年開店のマクラーレン等のショールームが、西麻布方面外苑西通り沿い南麻布に連なる。

### 施設
広尾
- 都営広尾五丁目アパート - 同上広尾橋交差点から天現寺橋交差点にかけて建つ。東京都住宅供給公社による3棟からなる高層公営住宅（都営住宅）。下記広尾保育園を併設。
- 渋谷区立広尾保育園
- 広尾ガーデンヒルズ - 日赤病院の広大な敷地の一角に建てられた大規模高級マンションタウン。隣接する広尾ガーデンフォレストはゲーテッド・コミュニティになっている。
- 山種美術館
- 羽澤ガーデン
- 恵比寿プライムスクエア - 恵比寿駅周辺明治通り渋谷橋交差点界隈にある。
- 日本赤十字社医療センター（日赤病院）
- 日本赤十字社助産師学校
- 日本赤十字看護大学
- 聖心女子大学
- 聖心インターナショナルスクール
- 東京女学館
- 渋谷区立臨川小学校
- 天現寺橋 - 天現寺橋交差点、広尾にある。天現寺は南麻布に所在。
- 祥雲寺、香林院、霊泉院、東江寺 - いずれも広尾商店街奥手にある。

周辺地域
- 天現寺 - 天現寺橋交差点、南麻布にある。
- 有栖川宮記念公園 - 所在地は同上南麻布
  - 東京都立中央図書館
- 東京ローンテニスクラブ - 同上
- 麻布運動場 - 同上
- 麻布子ども中高生プラザ - 同上
- 愛育クリニック - 同上。愛育病院の芝浦移転後に置かれている。
  - 愛育幼稚園
  - 愛育養護学校
- 自治大学校 - 同上（有栖川宮記念公園傍にあったが立川に移転）
- がま池 - 所在地は元麻布
- 麻布中学校・高等学校 - 同上
- 西町インターナショナルスクール - 同上
- 日赤通り商店街 - 日赤病院と高樹町との間にある。所在地は西麻布と南青山の境界上。
- 港区立高陵中学校 - 所在地は同上西麻布
- 若葉会幼稚園 - 同上
- 慶應義塾幼稚舎 - 所在地は恵比寿

周辺地域にある広尾の名がついた公的施設
現行の「広尾」の区域外にある公的施設。名称に広尾がつくのは広尾病院以外は設立当初から。いずれの施設も1966年の現行「広尾」の住居表示実施の以前から広尾の名がついている。
- 東京都立広尾病院 - 所在地は渋谷区恵比寿2丁目
- 東京都立広尾高等学校 - 所在地は渋谷区東4丁目
- 渋谷区立広尾中学校 - 所在地は渋谷区東4丁目
- 渋谷区立広尾小学校 - 所在地は渋谷区東3丁目
- 渋谷区立広尾幼稚園 - 所在地は渋谷区東3丁目（広尾小学校に併設）

周辺地域にある広尾の名がついた私立学校と民間施設
神社と広尾駅以外は住居表示実施後に竣工または名称変更。
- 広尾稲荷神社 - 所在地は南麻布。元禄時代に稲荷を勧請。1909年(明治42年)に名称を現在の広尾稲荷神社に改称。
- 広尾駅(東京メトロ日比谷線) - 所在地は南麻布。1964年(昭和39年)開業。
- 広尾学園中学校・高等学校 - 所在地は南麻布。2007年に現在の名称に改称。
- 広尾タワーズ - 所在地は南麻布。1973年竣工。ナショナル麻布スーパーマーケット界隈にあるマンション。
- 広尾ホームズ - 所在地は南麻布。1972年竣工。広尾タワーズ隣接のマンション。

大使館（広尾）
- オマーン大使館
- クロアチア大使館
- チェコ大使館
- ペルー大使館

大使館（周辺地域）
以下、南麻布や元麻布、西麻布などに点在している。
- ギリシャ大使館
- スイス大使館
- 中国大使館
- ドイツ大使館
- パキスタン大使館
- フランス大使館
  - アンスティチュ・フランセ日本
- ルーマニア大使館

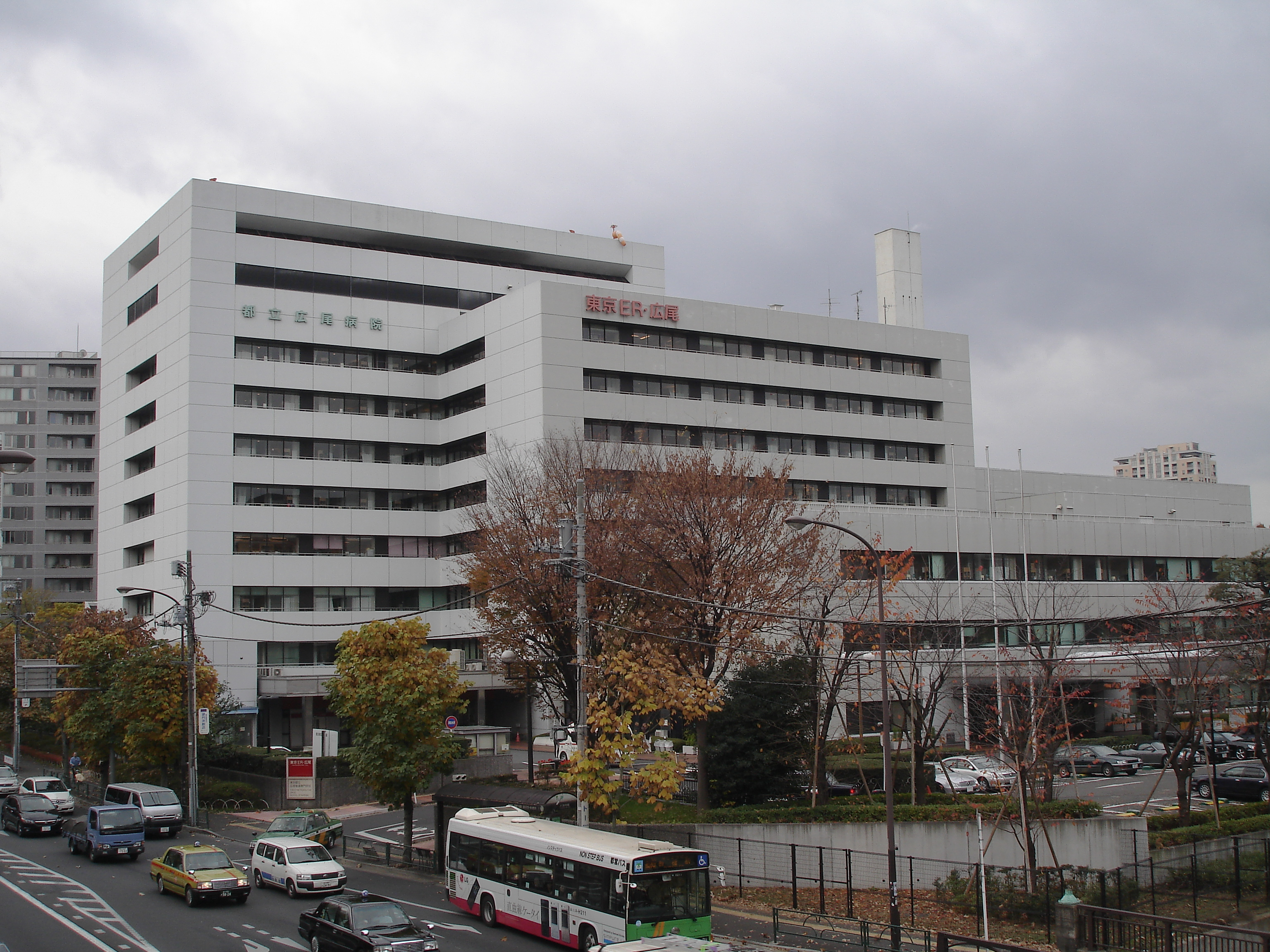
都立広尾病院
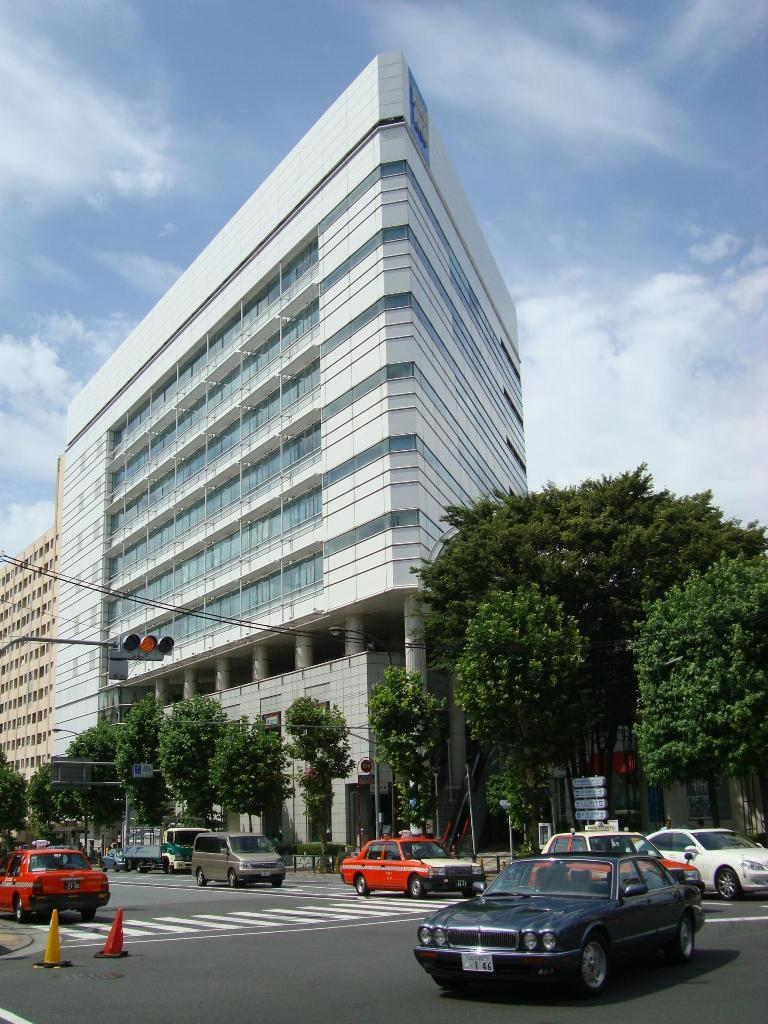
広尾プラザ
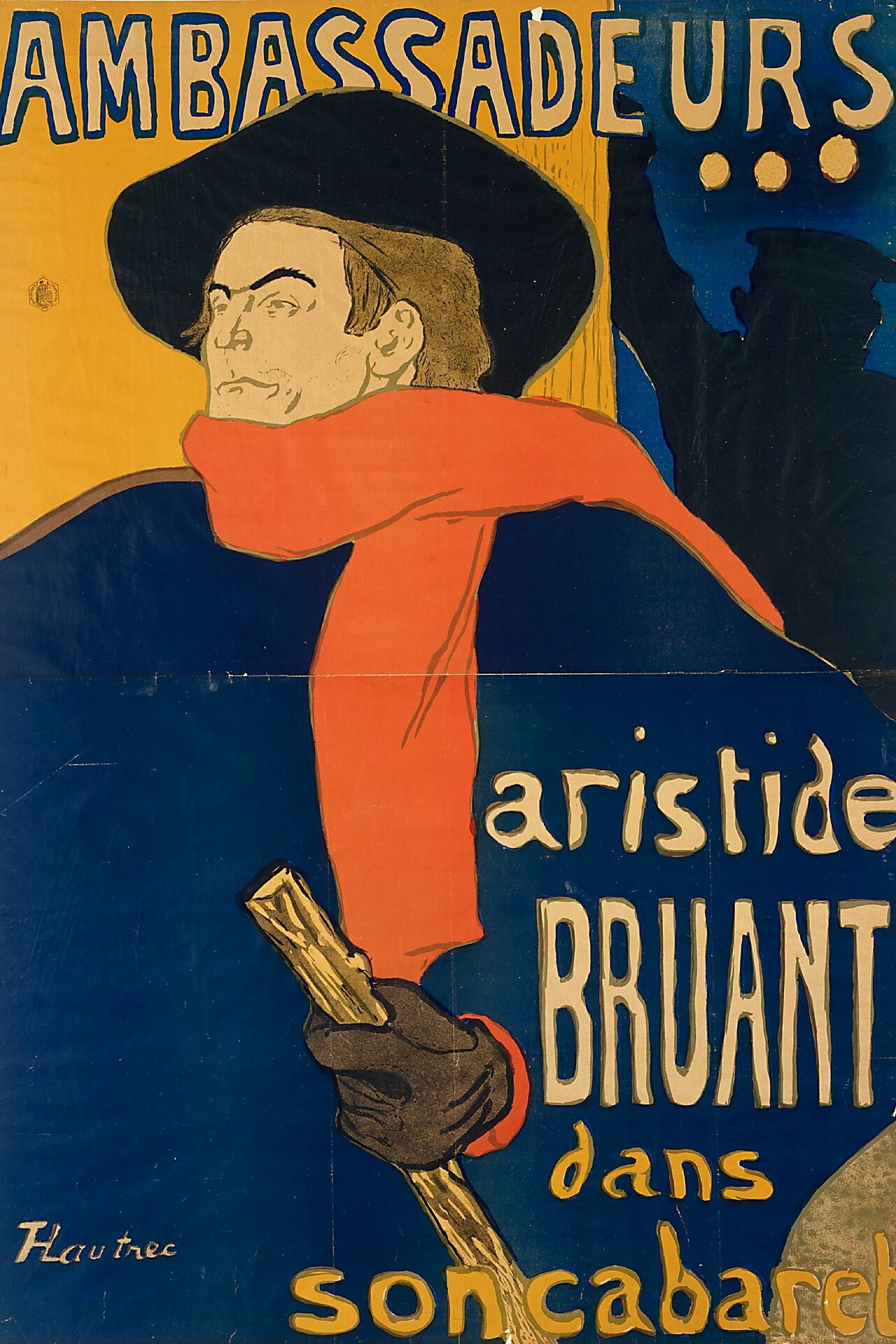
旧カフェ・デ・プレが店舗装飾に用いていたロートレック作 "レ・ザンバサドゥールのアリスティド・ブリュアン (fr)" 1892年
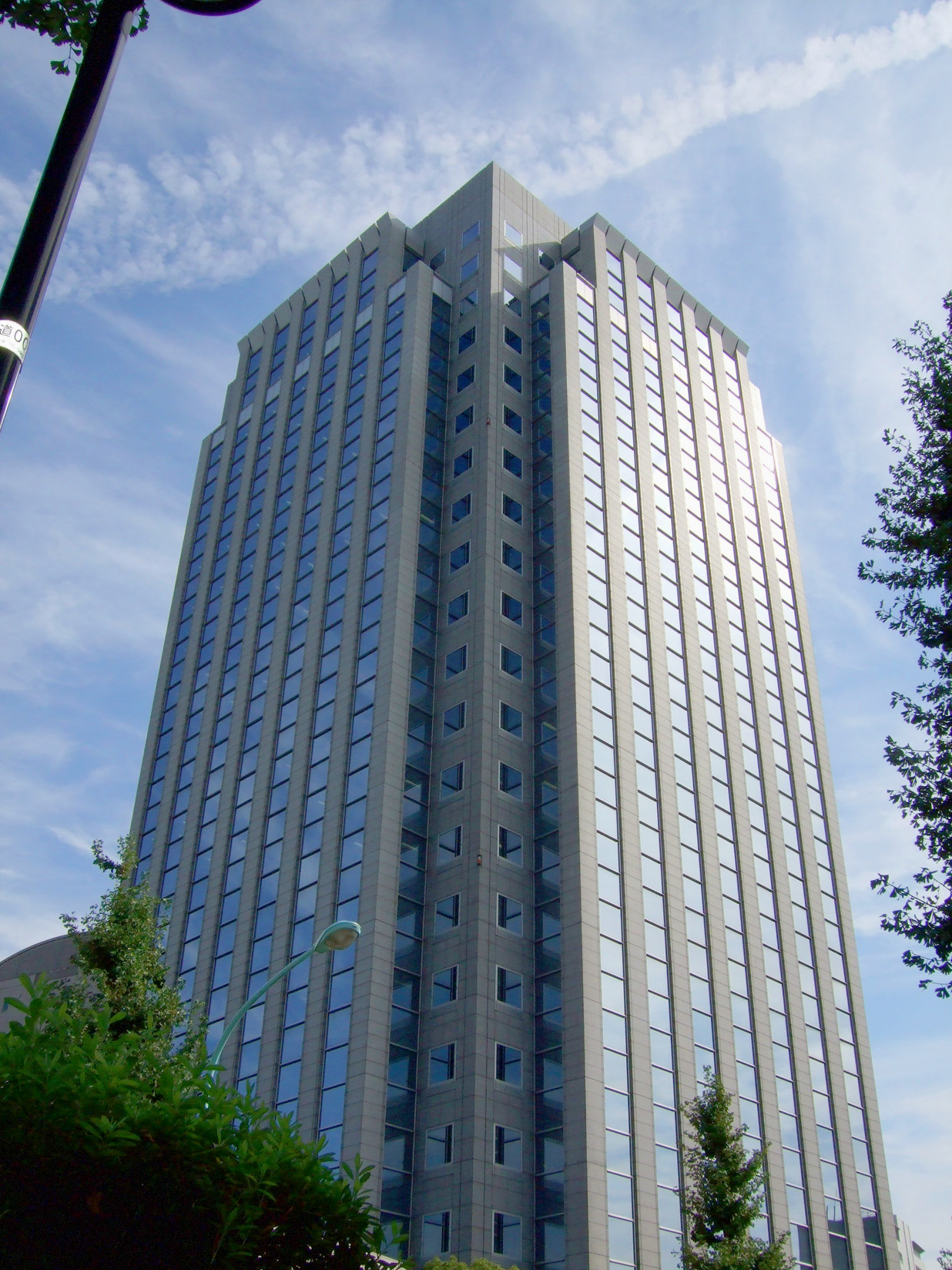
恵比寿プライムスクエアタワー

## 世帯数と人口
2024年（令和6年）12月1日現在（渋谷区発表）の世帯数と人口は以下の通りである。
| 丁目       | 世帯数    | 人口     |
| ---------- | --------- | -------- |
| 広尾一丁目 | 1,896世帯 | 2,840人  |
| 広尾二丁目 | 915世帯   | 1,957人  |
| 広尾三丁目 | 1,457世帯 | 2,961人  |
| 広尾四丁目 | 2,201世帯 | 4,074人  |
| 広尾五丁目 | 2,050世帯 | 3,010人  |
| 計         | 8,519世帯 | 14,842人 |

### 人口の変遷
国勢調査による人口の推移。
| 年                 | 人口   |
| ------------------ | ------ |
| 1995年（平成7年）  | 13,521 |
| 2000年（平成12年） | 13,242 |
| 2005年（平成17年） | 12,974 |
| 2010年（平成22年） | 13,710 |
| 2015年（平成27年） | 15,942 |
| 2020年（令和2年）  | 16,035 |

### 世帯数の変遷
国勢調査による世帯数の推移。
| 年                 | 世帯数 |
| ------------------ | ------ |
| 1995年（平成7年）  | 6,400  |
| 2000年（平成12年） | 6,636  |
| 2005年（平成17年） | 6,577  |
| 2010年（平成22年） | 7,561  |
| 2015年（平成27年） | 8,384  |
| 2020年（令和2年）  | 8,760  |

## 学区
区立小・中学校に通う場合、学区は以下の通りとなる（2023年3月時点）。
| 丁目       | 番地            | 小学校               | 中学校             | 調整区域による変更可能校 |
| ---------- | --------------- | -------------------- | ------------------ | ------------------------ |
| 広尾一丁目 | 9〜10番         | 渋谷区立臨川小学校   | 渋谷区立広尾中学校 |                          |
| 広尾一丁目 | 1〜8番 11〜16番 | 渋谷区立広尾小学校   | 渋谷区立広尾中学校 |                          |
| 広尾二丁目 | 1～9番          | 渋谷区立広尾小学校   | 渋谷区立広尾中学校 |                          |
| 広尾二丁目 | 10〜22番        | 渋谷区立臨川小学校   | 渋谷区立広尾中学校 |                          |
| 広尾三丁目 | 1番 4～7番      | 渋谷区立常磐松小学校 | 渋谷区立鉢山中学校 | 渋谷区立広尾中学校       |
| 広尾三丁目 | 2〜3番 8〜17番  | 渋谷区立広尾小学校   | 渋谷区立広尾中学校 |                          |
| 広尾四丁目 | 全域            | 渋谷区立臨川小学校   | 渋谷区立広尾中学校 |                          |
| 広尾五丁目 | 全域            | 渋谷区立臨川小学校   | 渋谷区立広尾中学校 |                          |

## 交通
港区南麻布との境界上に東京メトロ日比谷線広尾駅がある（所在地は港区側）。一丁目と東京都道416号古川橋二子玉川線（駒沢通り）沿いの二丁目、そして境界部分の三丁目は日比谷線およびJR線の恵比寿駅が最寄駅となる。
道路は、地域南部を明治通りが横断している。東の南麻布との境界の一部は東京都道418号北品川四谷線（外苑西通り）。首都高速道路は3号渋谷線高樹町出入口が最寄となる。

## 出身・ゆかりのある人物
- 榊原鍵吉（剣術家） - 江戸時代末期、麻布広尾生まれ。
- 大給恒（日赤創立者の一人、元大名） - 広尾の香林寺に墓所がある。
- 内田恒太郎（大日本麦酒監査役）
- 太田収（山一証券社長） - 岡山県出身で、住所が旧豊分町（現在の渋谷区広尾）。
- 新田愛祐（新田ベニヤ工業社長） - 大阪府出身で、住所が旧豊分町（現在の渋谷区広尾2丁目[24]）。
- 百済文輔（内務官僚） - 山口県出身で、住所が旧元広尾町（現在の渋谷区広尾）。
- 今井正（映画監督） -  広尾の霊泉院住職の長男として生まれる。広尾１丁目の臨川小学校卒業。墓は広尾の瑞泉山墓地。
- 日高敏隆（動物学者） - 渋谷区生まれ、広尾小学校にも在籍していた。
- 中川昭一（代議士） - 旧宮代町（現在の渋谷区広尾）生まれ。北海道広尾郡広尾町出身の代議士中川一郎の長男。
- 我修院達也（俳優）
- 榊原るみ（女優） - 広尾育ちで、1999年まで実家のある広尾に居住。

## 名所・旧跡
- 鼠（ねずみ）塚
- 黒田長政の墓

## その他

### 日本郵便
- 郵便番号 : 150-0012[3]（集配局 : 渋谷郵便局[25]）。